# Roma Bahn

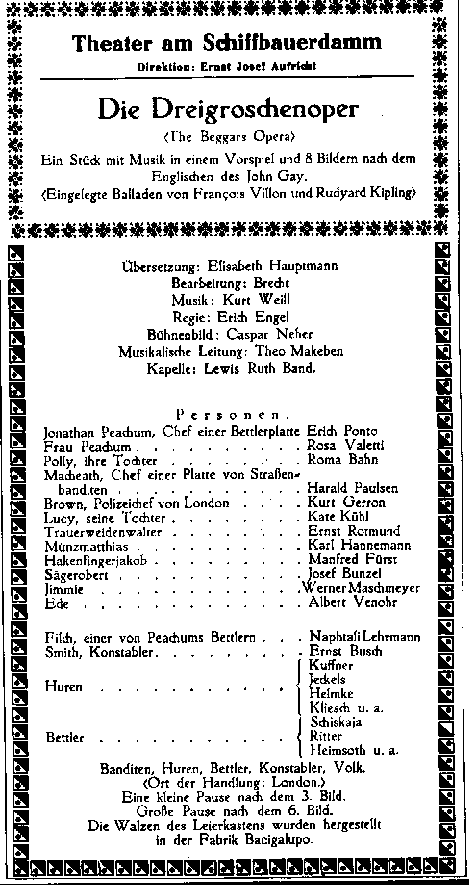
Cartel de Dreigroschenoper, con Roma Bahn como Polly

Roma Bahn (30 de octubre de 1896 - 11 de enero de 1975) fue una actriz de nacionalidad alemana.

## Biografía
Su nombre completo era Roma Helena Bahn, y nació en Berlín, Alemania, siendo su padre el abogado Paul Bahn. A los 16 años de edad empezó a tomar clases de actuación en la Escuela de Arte Dramático Ernst Busch, obteniendo su primer compromiso en Fráncfort del Meno. Posteriormente actuó en Hamburgo, hasta que Max Reinhardt en 1926 le dio trabajo en teatros berlineses.
En 1928 hizo el papel de Polly, reemplazando a Carola Neher, en el estreno de la obra de Bertolt Brecht La ópera de los tres centavos, en el Theater am Schiffbauerdamm. La pieza fue un éxito extraordinario, y ayudó a Roma a avanzar en su carrera. Posteriormente fue Desdémona en Otelo (con Paul Wegener en el papel titular), actuó con Hermine Körner en la sátira de Jean Giraudoux La loca de Chaillot, y tuvo un particular éxito con su papel de Clitemnestra en Las moscas. Otros de sus personajes fueron Ofelia en Hamlet y Lulu en Erdgeist.
En la época del cine mudo trabajó en diferentes producciones, entre ellas la cinta expresionista de 1920 Von morgens bis mitternachts. En el cine sonoro fue actriz de reparto, aunque a menudo sus interpretaciones eran cortas. En el período de posguerra fue también actriz de voz, doblando a Jo Van Fleet en la oscarizada  East of Eden, a Judith Anderson en  Cat on a Hot Tin Roof y a Gladys Cooper en My Fair Lady. 
En 1961 dejó Berlín y ya trabajó únicamente como actriz invitada. Roma Bahn fue la primera portadora del Anillo Hermine Körner, y estuvo casada con el director Karlheinz Martin y, en un segundo matrimonio en 1950, con el arquitecto Hugo Häring.
Roma Bahn fue cuñada del alcalde de Brunswick Ernst Böhme, con el cual se había casado en 1925 su hermana Lili. La actriz falleció en Bonn, Alemania, en el año 1975.

## Filmografía (selección)
- 1919 : Der Mädchenhirt
- 1920 : Von morgens bis mitternachts
- 1932 : Unheimliche Geschichten
- 1933 : Anna und Elisabeth
- 1936 : Moral
- 1936 : Das Mädchen Irene
- 1936 : Skandal um die Fledermaus
- 1937 : La Habanera
- 1938 : Der Fall Deruga
- 1938 : Kautschuk
- 1938 : Zwei Frauen
- 1939 : Drei Väter um Anna
- 1939 : Fräulein
- 1939 : Der Polizeifunk meldet
- 1939 : Premiere der Butterfly
- 1939 : Umwege zum Glück
- 1940 : Alles Schwindel
- 1940 : Golowin geht durch die Stadt
- 1940 : Die Rothschilds
- 1941 : Frau Luna
- 1941 : Kleine Mädchen – große Sorgen
- 1941 : Annelie
- 1942 : Die Entlassung
- 1942 : Meine Freundin Josefine
- 1942 : Diesel
- 1942 : Stimme des Herzens
- 1943 : Altes Herz wird wieder jung
- 1943 : Die beiden Schwestern
- 1943 : Besatzung Dora
- 1943 : Der dunkle Tag
- 1943 : Fritze Bollmann wollte angeln
- 1943 : Leichtes Blut
- 1943 : Maske in Blau
- 1943 : Wildvogel
- 1944 : Das Hochzeitshotel
- 1944 : Um neun kommt Harald
- 1945 : Meine Herren Söhne
- 1948 : Beate
- 1949 : Amico
- 1949 : Die Andere
- 1950 : 0 Uhr 15, Zimmer 9
- 1950 : Mädchen mit Beziehungen
- 1956 : …wie einst Lili Marleen
- 1958 : Auferstehung
- 1958 : Gestehen Sie, Dr. Corda!
- 1958 : Mädchen in Uniform
- 1966 : Der Mann aus Melbourne (telefilm)

## Teatro
- 1932 : Hannes Reutter: Der große Krumme, dirección de Bernd Hofmann (Theater am Schiffbauerdamm)

## Radio
- 1947 : George Bernard Shaw: Major Barbara, dirección de Hannes Küpper (Berliner Rundfunk)
- 1948 : Berta Waterstradt: Während der Stromsperre, dirección de Hanns Farenburg (Berliner Rundfunk)